# Aimé Bonpland
Aimé Jacques Alexandre Bonpland (22 d'agost de 1773 – 4 de maig de 1858) va ser un explorador i botànic francès. La seva signatura com a botànic és: Bonpl.
El nom autèntic de Bonpland era Goujaud, i va néixer a La Rochelle. Després d'exercir com a cirurgià a l'armada francesa v acompanyar Alexander von Humboldt durant cinc dels seus viatges a Mèxic, Colòmbia i les zones que envolten l'Orinoco i l'Amazones. En aquestes exploracions va recollir i classificar unes 60.000 plantes la majoria de les quals encara desconegudes a Europa. Més tard va descriure-les a Plantes equinoxiales (Paris, 1808-1816). Un informe semifictici dels seus viatges es troba en la novel·la de Daniel Kehlmann Die Vermessung der Welt (mesurant el món).
Quan va tornar a París va rebre una pensió i la superintendència dels jardins de Malmaison, i publicà Monographie des Melastomes (1806), i Description des plantes rares cultivées à Malmaison et à Navarre (1813). El 1816 marxà a Buenos Aires, on va ser professor d'història natural i explorà Amèrica dels Sud. A Bolívia, el 1821, va ser arrestat per ordre de José Gaspar Rodríguez de Francia, el dictador del Paraguai, i va estar detingut fins a 1831.
Quan va ser alliberat residí a San Borga a la província de Corrientes, Argentina fins que va anar a Santa Ana, a la província de Misiones, actualment un llogaret anomenat "Bonpland" en el seu honor. Mori a Restauracion.
Hi ha un carrer anomenat Bonpland a Buenos Aires. Molts noms d'animals i plantes el recorden, incloent el calamar Grimalditeuthis bonplandi i l'orquídia Ornithocephalus bonplandi.
Hi ha també un cràter lunar anomenat Bonpland.